# Sergei Pantelejewitsch Mawrodi

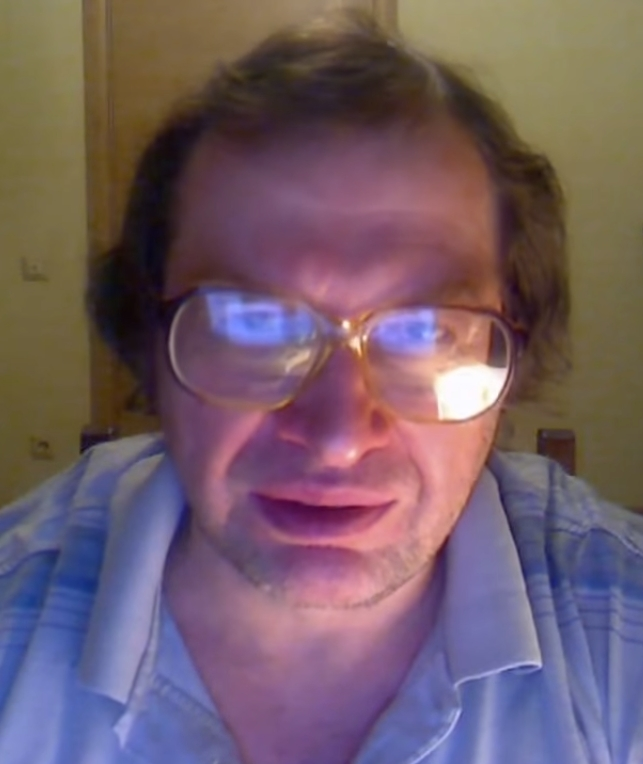
Sergei Mawrodi, 2012

Sergei Pantelejewitsch Mawrodi (russisch Сергей Пантелеевич Мавроди, wiss. Transliteration Sergej Panteleevič Mavrodi; * 11. August 1955 in Moskau; † 26. März 2018 ebenda) war ein russischer Unternehmer. Er wurde in den 1990er-Jahren als Gründer eines der größten Schneeballsysteme in der Landesgeschichte bekannt und später wegen Betrugs verurteilt. Durch die von Mawrodi Anfang der 1990er-Jahre betriebene Aktiengesellschaft MMM kamen schätzungsweise 10 bis 15 Millionen Personen um ihre Geldanlagen.

## Biografie
Mawrodi wuchs in Moskau auf und ging dort auf eine Mittelschule. Anschließend studierte er an der Fakultät für Angewandte Mathematik der Moskauer Staatlichen Hochschule für Elektronik und Mathematik und schloss sein Studium 1978 ab. Danach arbeitete er etwa drei Jahre lang an einem mathematischen Forschungsinstitut als Programmierer. Parallel dazu versuchte Mawrodi sein Geld mit Herstellung und Vertrieb von Schwarzkopien zu verdienen. 1981 gab Mawrodi seine Tätigkeit am Forschungsinstitut endgültig auf und konzentrierte sich in den nächsten sechs Jahren auf illegale Geschäfte mit Schwarzkopien von Audio- und Videokassetten. Um hierbei der in der Sowjetunion praktizierten Strafverfolgung fürs Nichtarbeiten zu entgehen, übte er gleichzeitig diverse unqualifizierte Nebenjobs aus. 1983 wurde Mawrodi auf Verdacht einer illegalen Geschäftemacherei hin festgenommen, kam jedoch zehn Tage später wieder frei.
Mawrodi betrieb um seine Person einen starken Personenkult. So ließ er sein Gesicht auf Geldscheine drucken und nannte seine neue Online-Währung in Anlehnung an seinen Namen „Mavros“.

### Aktiengesellschaft MMM
1988 nutzte Mawrodi die im Zuge der Perestroika eingeleitete Liberalisierung des sowjetischen Unternehmensrechts und gründete gemeinsam mit seinem jüngeren Bruder Wjatscheslaw Mawrodi und dessen Ehefrau Marina Murawjowa die Firma MMM, deren Name für die Anfangsbuchstaben der Familiennamen der drei Gründer stand. MMM, das von Mawrodi offiziell als Handelsunternehmen für Computer und Bürotechnik geführt wurde, erhielt 1989 die Registrierung als Unternehmen und hatte anfangs die Rechtsform einer Genossenschaft. Auf dieser Basis ließ Mawrodi in den nachfolgenden Monaten mehrere Gesellschaften anmelden, die offiziell Teil dieser Genossenschaft waren. Unter ihnen war auch die Aktiengesellschaft MMM (russ. Акционерное общество «МММ»), die später eine Schlüsselrolle im Finanzskandal um Mawrodi gespielt hat.
Dem eigentlichen Schneeballsystem mit MMM-Aktien ging eine für die damalige Zeit weitgehend beispiellose Werbe- und Marketingkampagne voraus, die von Mawrodi zwischen 1992 und 1994 für die neugegründete Aktiengesellschaft initiiert wurde. Da Finanzpyramiden bzw. deren Funktionsweise im damaligen Russland noch weitgehend unbekannt waren, war sich Mawrodi des Erfolgs seiner Affäre offenbar sehr sicher und finanzierte die Kampagne großzügig, indem die Marketingabteilung der Gesellschaft tagtäglich auffällige Werbespots für MMM im russischen Fernsehen senden ließ, in denen professionelle Schauspieler dem Volk vorführten, man könne ja viel Geld verdienen, ohne aus dem Hause zu gehen. Ergänzend dazu gab es in diesem Zeitraum weitere spektakuläre PR-Aktionen von MMM, so konnten etwa, als eine Art besonderer „Sponsoringmaßnahme“, Fahrgäste der Moskauer Metro mehrmals jeweils einen ganzen Tag lang kostenlos die U-Bahn nutzen.
Am 1. Februar 1994 begann MMM schließlich mit dem Vertrieb seiner Aktien an die Bevölkerung. Der Verkauf wurde landesweit in extra hierfür gegründeten MMM-Verkaufsstellen abgewickelt. Der anfängliche Erfolg der Finanzpyramide nahm beachtliche Ausmaße an, was sich nicht zuletzt auf den durch die Werbeaktionen erzielten hohen Bekanntheitsgrad zurückführen ließ, aber auch auf die wirtschaftliche Not der breiten Bevölkerung Russlands in den Jahren nach dem Zerfall der Sowjetunion, die lückenhafte Gesetzgebung im Wirtschaftsbereich und die mangelnde Aufklärung des Volkes über die Gefahren der Geldanlage in ein Schneeballsystem. Weil MMM-Anleger in den ersten Monaten tatsächlich ihre Aktien zeitweise zu einem weit höheren Wert als dem Ausgabepreis verkaufen konnten (im Zuge der vorangegangenen Werbekampagne wurde potenziellen Anlegern sogar eine Rendite von bis zu 1000 % suggeriert), gaben immer mehr Russen ihre Ersparnisse für MMM-Aktien in der Hoffnung auf schnelle Gewinne aus. Mitte 1994 hatte die Gesellschaft bereits über zehn Millionen Anleger, die Aktien erreichten das 127-fache ihres Ausgabepreises, und Mawrodi galt sogar als reichster Mann Russlands.
Als Hauptauslöser für den schnellen Zusammenbruch von MMM gilt eine von den Steuerbehörden durchgeführte Prüfung einer der unter dem Dach der MMM-Genossenschaft registrierten Firmen, im Zuge deren sich herausstellte, dass Mawrodi dem russischen Staat knapp 50 Milliarden Rubel schuldete. Der Versuch der russischen Regierung, die Verantwortlichen über den Strafbestand der Steuerhinterziehung zur Rechenschaft zu ziehen, lag auch darin, dass in der Russischen Föderation 1994 keine Gesetze gegen Pyramidensysteme existierten.
Da sich Mawrodi anfangs weigerte, diese Forderung zu begleichen, kamen – teilweise durch journalistische Recherchen – weitere Machenschaften mit Mawrodis Firmen ans Licht, was durch die entsprechende Berichterstattung in den Medien allmählich publik wurde. Nachdem Experten und sogar Politiker zunehmend die MMM-Anleger dazu aufriefen, ihre Anteile zurückzugeben, kam es Ende Juli 1994 innerhalb weniger Tage zu einem Anleger-Run, der sich dadurch beschleunigte, dass offenbar auch zahlreiche Firmen und Institutionen größere MMM-Aktienpakete hielten und nun versuchten, diese schnell loszuwerden. Am 29. Juli, als die Panik unter den Anlegern ihren Höhepunkt erreichte, stoppte Mawrodi den Aktienverkauf und kündigte an, den Ausgabepreis der Aktien auf das Niveau vom 1. Februar, also auf 1000 Rubel, zu senken. Außerdem schlossen in Moskau fast alle Verkaufsstellen der MMM-Aktien, nur eine einzige blieb geöffnet, folglich bildete sich um sie herum eine Menschenmasse von rund 15.000 bis 20.000 Anlegern, die ihre Ersparnisse lautstark und medienwirksam zurückverlangten.
Eine Reihe von Organisationen von „Investoren“ versuchten ihr Geld zurückzubekommen, doch anstatt sich bei dem Unternehmen zu beklagen, richtete sich der Zorn gegen die Regierung. Sergei Mawrodi schaffte es lange, seinen eigenen Betrug als Versagen staatlicher Institutionen umzumünzen.
Nach dem MMM-Fall wurden in der Russischen Föderation eine Reihe von Gesetzen zur Regulierung des Aktienmarktes eingeführt. Die Erfahrung mit diesem massiven Betrugsfall hat jedoch zu einem massiven Misstrauen gegen Aktiengesellschaften in der Bevölkerung geführt.

### Festnahme und Prozess
Am 4. August 1994 wurde Mawrodi in seiner Moskauer Wohnung von der Miliz wegen Steuerhinterziehung verhaftet und in Untersuchungshaft genommen. Diese Entwicklung verursachte zusätzliche Panik bei Kleinanlegern, die nun fürchteten, dass MMM deswegen nicht weitergeführt werden kann und sie folglich nie wieder an ihr Geld kommen. Infolgedessen kam es vor MMM-Verkaufsstellen zu Massenprotesten von Anlegern, die eine Freilassung Mawrodis forderten. Mawrodi selbst nutzte diese Stimmung aus und versprach den Anlegern, MMM im Fall seiner Entlassung fortzuführen. Er ließ von aufgebrachten Anlegern Unterschriften sammeln, um als Duma-Abgeordneter für ein vakant gewordenes Mandat in einem Moskauer Wahlkreis zu kandidieren und sich damit die Abgeordneten-Immunität zu verschaffen. In der Tat gelang es Mawrodi, die notwendige Unterschriftenzahl zu sammeln und mit 29 Prozent der Stimmen in die Duma gewählt zu werden. Bereits nach dem Ende des Unterschriftensammelns wurde Mawrodi als Kandidat auf freien Fuß gesetzt. Da Mawrodi jedoch seinen Dienstpflichten als Abgeordneter nie nachgekommen war, verlor er am 6. Oktober 1995 das Mandat und mit diesem auch die Immunität. Bei den regulären Dumawahlen im Dezember kandidierte er ebenfalls, wurde jedoch nicht gewählt. Daraufhin tauchte Mawrodi unter, noch bevor er verhaftet werden konnte. Die meisten MMM-Anleger warteten zu dem Zeitpunkt immer noch vergeblich auf ihr Geld, nicht wenige glaubten weiterhin, dass Mawrodi das System wieder ins Laufen bringen werde. Offiziell wurde die Aktiengesellschaft MMM am 22. September 1997 für insolvent erklärt.
Da zu den Vorwürfen der Steuerhinterziehung inzwischen solche wegen Großbetrugs hinzukamen, wurde Mawrodi Ende 1997 zunächst national und ein Jahr später auch international zur Fahndung ausgeschrieben. Es ist auch heute noch nicht hinreichend bekannt, wo er sich zwischen 1997 und 2003 aufhielt, in den Medien wurde jedoch vermutet, Mawrodi sei nie aus dem Land geflohen und habe sich die meiste Zeit in Moskau aufgehalten. Erst am 31. Januar 2003 konnte Mawrodi ausfindig gemacht und festgenommen werden. Zu dem Zeitpunkt hielt er sich in einer angemieteten Wohnung im Moskauer Zentrum auf und besaß offenbar auf einen fremden Namen ausgestellte Papiere. Die Vorwürfe der Steuerhinterziehung, des Betrugs und der Urkundenfälschung wies Mawrodi zurück.
Am 2. Dezember 2003 sprach das Gericht des Moskauer Stadtteils Chamowniki Mawrodi der Urkundenfälschung schuldig und verurteilte ihn zu 13 Monaten Haft. Das Verfahren wegen Steuerhinterziehung wurde Anfang 2004 wegen Überschreitung der Verjährungsfrist für diesen Tatbestand eingestellt. Das ebenfalls Anfang 2004 eingeleitete Strafverfahren wegen Betrugs, bei dem Mawrodi unter anderem inkriminiert wurde, durch seine Finanzpyramide den Anlegern einen Schaden von insgesamt rund 110 Millionen US-Dollar zugefügt zu haben, wurde erst mit der Urteilsverkündung am 28. April 2007 abgeschlossen. In diesem Verfahren wurde Mawrodi schuldig gesprochen und zu viereinhalb Jahren Haft verurteilt. Da allerdings seine Haftzeit im Untersuchungsgefängnis angerechnet wurde, wo Mawrodi von der Festnahme an inhaftiert war, kam er am 22. Mai 2007 frei.

### Nach der Entlassung
2008 veröffentlichte Mawrodi ein Buch namens Versuchung, das mehrere von ihm verfasste Novellen mit teils erotischem Inhalt enthält. In einem Interview der Zeitung Delowoi Peterburg behauptete Mawrodi ein Jahr später, sich nunmehr als Schriftsteller zu betätigen, und kritisierte die russische Justiz, die regelmäßig sein Vermögen zu Gunsten geprellter MMM-Anleger zwangsvollstrecken ließ. Laut Mawrodi hatte er bereits seine Strafe verbüßt und fand es ungerecht, für dasselbe Vergehen immer wieder zur Verantwortung gezogen zu werden.
Mitte Januar 2011 meldete sich Mawrodi in seinem Weblog zurück und kündigte an, eine neue (und angeblich für Anleger unschädliche) Finanzpyramide namens MMM-2011 ins Leben zu rufen. Hierbei versprach er potenziellen Anlegern des neuen Projekts eine monatliche Rendite von 30 Prozent. Laut einer Pressemitteilung wurde das System MMM 2011 beendet. Mavrodi starb im März 2018 aufgrund von Herzproblem in einem Moskauer Krankenhaus. Seine Beerdigung wurde von Investoren von МММ-2011 bezahlt.

### Internationale Geschäftstätigkeiten
2011 gründete er ein ähnliches Unternehmen in Indien, MMM India genannt, ohne dessen Konstitution als Schneeballsystem zu leugnen. Er startete ebenso MMM in China. Er versuchte mit seinen Projekten ins westliche Europa, Kanada und Lateinamerika zu expandieren. Nach eigenen Angaben vom September 2015 expandierte sein Unternehmen mit Wachstumsraten von einem Prozent pro Tag, oder 30 Prozent pro Monat in Südafrika. Die kommunistischen Parteien Südafrikas und Russlands warnten davor sich an seinen Unternehmungen zu beteiligen. Anfang 2016 baute er dasselbe Modell in Simbabwe und später in Nigeria auf. Als Reaktion darauf wurden seine Konten in Simbabwe im September und in Nigeria im Dezember 2016 eingefroren. MMM Nigeria nahm seine Aktivitäten im Januar 2017 erneut auf.